# بيجده نو (مقاطعة كلاردشت)
بيجده‌نو (بالفارسية: بیجده‌نو) هي قرية تقع في Kuhestan Rural District في إيران. يقدر عدد سكانها بـ 361 نسمة بحسب إحصاء 2016.